# Emil Jungblut
Emil Jungblut, auch Emil Jungbluth geschrieben, (* 11. Juni 1888 in Düsseldorf; † 24. April 1955 ebenda) war ein deutscher Bildhauer.

## Leben
Emil Jungblut besuchte zunächst die Kunstgewerbeschule Düsseldorf und wurde später Meisterschüler an der Kunstakademie Düsseldorf. Um seine Kenntnisse zu erweitern, hielt er sich einige Zeit in Paris auf und unternahm mehrere Reisen nach Frankreich, Italien und in die Niederlande. Jungblut war Mitglied des Künstlervereins Malkasten, dessen Vorstand er lange Zeit angehörte.
Anfang der 1930er Jahre war Jungblut nach Düsseldorf-Oberkassel gezogen und erhielt ein Atelier in der Neuen Akademie in Stockum. In den 1940er Jahren befand sich Jungbluts Atelier im Haus Schanzenstraße 115, auf dem Grundstück des Fasslagers der Fabrik für Chemische Öle und Fette Dr. A. Schmitz. Hier hauste auch der obdachlose Botenjunge und Modell der Kunstakademie Pitter Muggel zwischen den Fässern des Lagers.
Seine Arbeiten ließ Jungblut in der Bildgießerei August Bischoff in Düsseldorf-Oberkassel ausführen. In dieser Bronze- und Eisengießerei wurden dann im Zweiten Weltkrieg Bronzestatuen aus der Umgebung für Rüstungszwecke eingeschmolzen.

## Familie
Jungblut war ein Sohn des Landschaftsmalers Johann Jungblut (1860–1912), der 1885 von Saarburg bei Trier nach Düsseldorf kam. Seine Brüder Walter Jungblut (1892–1941) und Hans Jungblut waren ebenfalls Maler. Auch die Frau von Walter Jungblut war eine Düsseldorfer Malerin. Sie wurde 1909 in Benrath als Johanette Blum geboren und starb 2003 in Düsseldorf.

## Werk

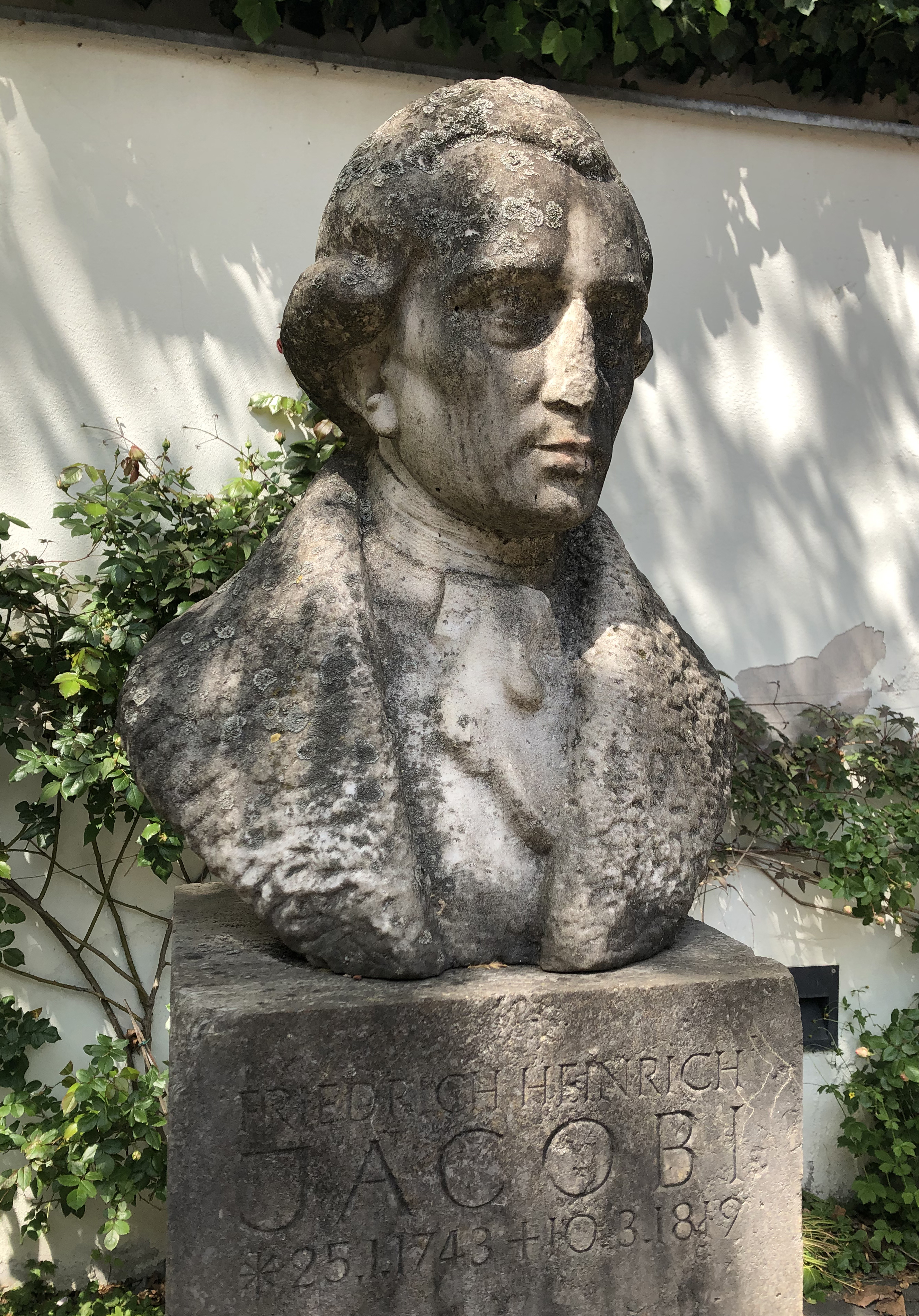
Büste Friedrich Heinrich Jacobi am Eingang zum Malkastenpark (2021)

Thematisch widmete sich Jungblut in seinen Arbeiten vor allem dem Porträt. Er schuf jedoch auch eine Reihe von Tierplastiken und Freifiguren. 1913 und 1920 beteiligte er sich mit Masken, Porträtfiguren und Plastiken von Tänzerinnen an Ausstellungen und wurde dabei von Kritikern gewürdigt. Zahlreiche Kleinplastiken wie Salome, Colombine, Harlekin und Porträts von Jungblut, beispielsweise die Büste von Reichspräsident Paul von Hindenburg, befinden sich heute in Privatbesitz. Um 1933 fertigte Jungblut eine Bronzebüste von Albert Leo Schlageter und 1939 eine Büste von Ernst von Rath, die sich heute im Stadtmuseum Düsseldorf befindet. Die 1943 aus Marmor gefertigte Büste von Friedrich Heinrich Jacobi steht heute im Eingang zum Malkastenpark.

## Ausstellungen (Auswahl)
- 1913: Große Kunstausstellung Düsseldorf
- 1939: Große Deutsche Kunstausstellung, München[10]
- 1941: Große Deutsche Kunstausstellung, München[11]
- 1956: Kunstverein für die Rheinlande und Westfalen in der städtischen Kunsthalle am Grabbeplatz

## Werke im öffentlichen Raum (Auswahl)

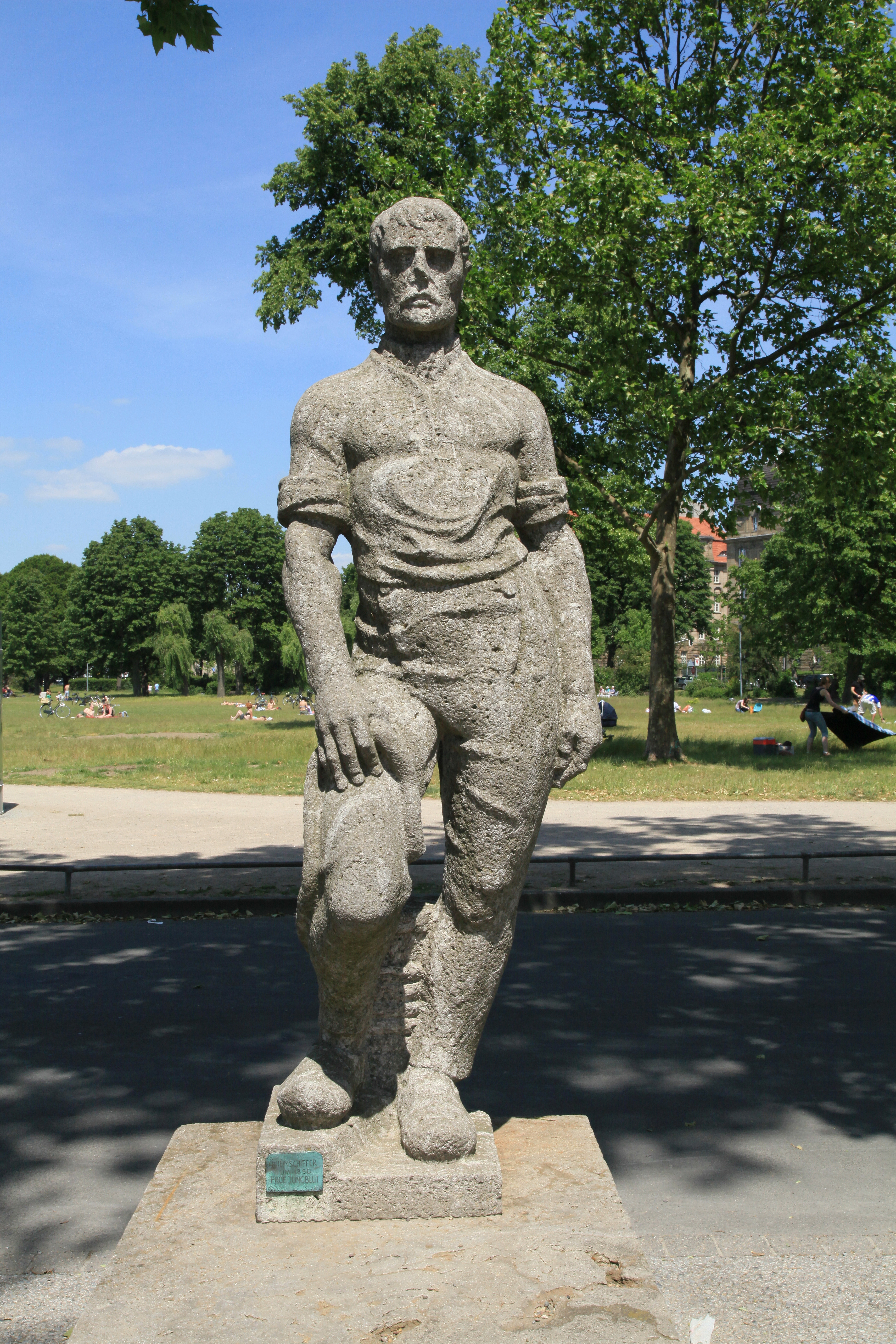
Rheinschiffer am Biergarten der Rheinterrasse mit Rheinpark Golzheim im Hintergrund (2015)

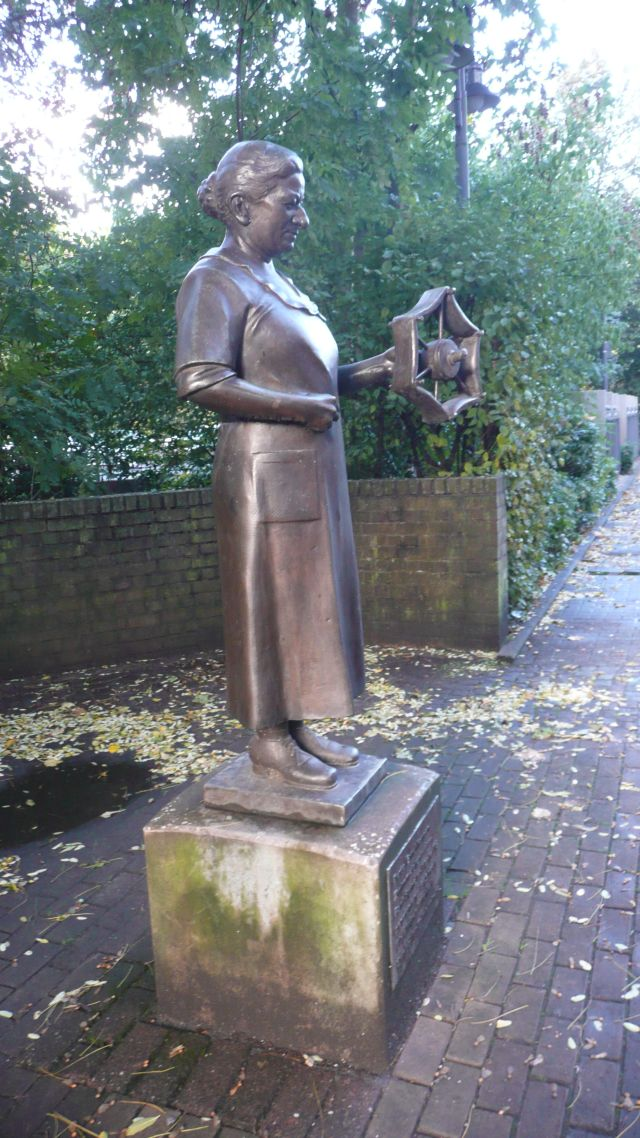
Zwirnmeisterin in Hilden (2013)

- Heinrich-Heine-Büste (1909), Marmor, Bolkerstraße, Düsseldorf[12]
- Hartwarder Friese (1914), Rodenkirchen, Friesendenkmal zum Andenken an die Schlacht an der Hartwarder Landwehr von 1514
- Ehrendenkmal für gefallene deutsche Soldaten (1918), Thiaucourt, Frankreich
- Kiepenkerl (um 1920), auf dem Dach des ehemaligen Pavillons am Worringer Platz, Düsseldorf[13]
- Muschelkalkportale mit Kinderfiguren (um 1926), Lutherkirche, Kopernikusstraße 9, Düsseldorf-Bilk
- Rheinschiffer um 1850 (ca. 1930), Muschelkalk auf Kalksteinplatte, am Robert-Lehr-Ufer nördlich der Rheinterrasse am Biergarten sowie am Rheinpark Golzheim, Düsseldorf[14]
- Fritz-Henkel-Denkmal (1938) auf dem Henkel-Werksgelände, Düsseldorf-Holthausen
- Eisenbahn-Gedenktafel (1938) im Nordtunnel des Düsseldorfer Hauptbahnhofs zum 100-jährigen Jubiläum der ersten Eisenbahnstrecke Westdeutschlands[15]
- Zwirnmeisterin (1939) für das Unternehmen Kampf & Spindler, Hilden
- Willi-Weidenhaupt-Büste (1940), Düsseldorfer-Jonges-Haus, Mertensgasse 1, Düsseldorf